# Spigelia valenzuelae
Spigelia valenzuelae är en tvåhjärtbladig växtart som beskrevs av Chod. och Hassl.. Spigelia valenzuelae ingår i släktet Spigelia och familjen Loganiaceae. Utöver nominatformen finns också underarten S. v. major.